# 船橋市西図書館蔵書破棄事件

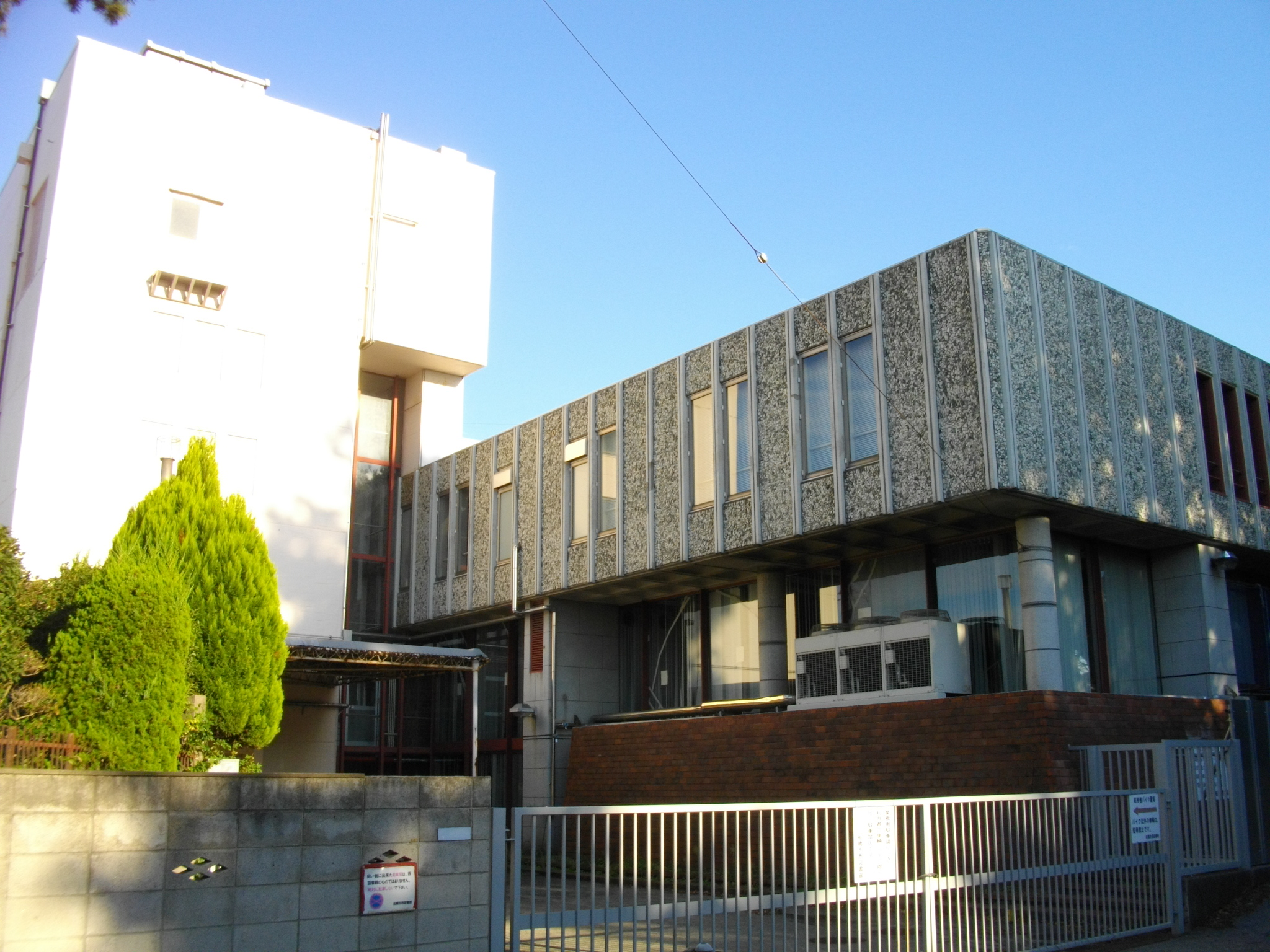
事件の舞台となった、かつての船橋市西図書館（東日本大震災の被害により閉鎖・移転された。）

船橋市西図書館蔵書破棄事件（ふなばししにしとしょかんぞうしょはきじけん）は、船橋市西図書館の女性司書だったA(実名非公開)が、西部邁や新しい歴史教科書をつくる会会員らの著書計107冊を、自らの政治思想によって独断で除籍・廃棄した事件。現代における「焚書坑儒」であるとされ、船橋焚書事件とも呼ばれる。この事件に伴う裁判によって本の筆者に対しては、著作権以外にも守られるべきものが存在することが示された。また図書館に対しては利用者へのサービスのみならず、筆者の利益保護についても配慮されるべきものがあると警鐘を鳴らすことになった。

## 背景

### 図書館とそのガイドラインについて
図書館は図書館法2条1項によって「図書、記録その他必要な資料を収集し、整理し、保存して、一般公衆の利用に供し、その教養、調査研究、レクリエーション等に資することを目的とする施設」と定義され、社会教育法9条1項では「社会教育のための機関」と位置付けられている。公立図書館は、この目的のために地方公共団体が設置した公共施設である（図書館法2条2項、地方自治法244条、地方教育行政の組織及び運営に関する法律30条）。また、日本図書館協会が定めるガイドライン「図書館の自由の宣言」の第2-1には「図書館は、正当な理由がないかぎり、ある種の資料を特別扱いしたり、資料の内容に手を加えたり、書架から撤去したり、廃棄したりはしない」という条文が存在する。また同宣言の「資料の収集」の項の第1-(2)にも「著者の思想的、宗教的、党派的立場にとらわれて、その著作を排除することはしない」という条文が存在する。これらの前提のもと、Aの行為が法的に容認されるかどうかも裁判で示されることになった。

### 船橋市の図書館について
船橋市は船橋市図書館条例（昭和56年<1981年>船橋市条例第22号）に基づき、船橋市中央図書館、船橋市東図書館、船橋市西図書館及び船橋市北図書館を市内に設置し運営していた。市は職員を月2回程度開催される公共図書館新任職員研修会、情報対応化研修講座、児童サービス基礎研修会等に参加させ、質的レベルの維持と向上に努めていた。これら一連の研修では図書館法についても学ぶようになっていた。ただし、船橋市の図書館は、一般の市営図書館と比較して司書などの専門資格を持った職員の比率が低く、図書館長も専門資格を持たない人物が充てられていた。またその収蔵書の除籍に関しての規約として、下記の9項目を挙げていた。
1. 蔵書点検の結果、所在が不明となったもので3年経過してもなお不明のもの
2. 貸出資料のうち督促等の努力にもかかわらず，3年以上回収不能のもの
3. 利用者が汚損・破損・紛失した資料で弁償の対象となったもの
4. 不可抗力の災害・事故により失われたもの
5. 汚損・破損が著しく，補修が不可能なもの
6. 内容が古くなり、資料的価値のなくなったもの
7. 利用が低下し、今後も利用される見込みがなく，資料的価値のなくなったもの
8. 新版・改訂版の出版により、代替が必要なもの
9. 雑誌は図書館の定めた保存年限を経過したものも除籍の対象とする

ただし、蔵書の廃棄に伴う手順書では、廃棄が終了した翌月に図書館長の事後決裁を受けるシステムになっており、廃棄前の処分リストのチェック機能が存在しなかった。これは蔵書の管理が電算化された1983年（昭和58年）頃よりこのような事後決裁のシステムになってしまい、それが慣習的に継続されていたとされる。

### 司書Aについて
Aは1948年（昭和23年）の東京都生まれの千葉県在住の女性で、船橋市西図書館に3名いる司書の中で最も勤務期間が長い司書であり、司書としての経験は30年を超えていた。1988年（昭和63年）からの約10年間は児童基本図書蔵書目録の作成にも携わった。司書として勤務する傍ら、長年にわたる児童向けの活動より、「児童サービスのベテラン」と評されるほどの豊富な経験を積んだ。児童向けの著作活動や、児童教育論や教育書での執筆もしていた。読み聞かせの専門家として知られており、公明党の「子ども読書運動プロジェクトチーム」が都内で開催した「読書セミナー」にも講師として招聘されるなど、その手腕は評価されていた。2000年4月には公明党の党本部に出向き「子ども読書セミナー」を開催している。Aは同セミナーで『耳から話を聞き目で絵を楽しむ』、『背伸びをせず年齢に合った本を選ぶ』、『一緒に楽しむ気持ちで読んであげる』といった「読み聞かせのノウハウ」を参加者に指導している。また船橋市西図書館自体も、Aの長年の活動によって、児童への本の読み聞かせの分野でパイオニア的な存在であった。1989年から1991年にかけて毎月1回朝日新聞が掲載した「子どもの本だな」という連載記事には児童向け推薦書の選考委員として計22回名前を連ね、推薦書の批評を書いた。
一方で「新しい歴史教科書をつくる会」メンバーやこれに賛同する者に対しては嫌悪感を抱いており、Aは職場のある同僚に「（蔵書に）Ｋ氏，Ｌ氏らの著書が沢山ある。」、「（蔵書に）歴史教科書をつくる会の冊数が多い。」と話していた。また他の職員は2001年8月頃にAが児童室の端末画面を見ながら「こんな本は図書館に置いておくべきではない。」と言っているのを耳にしている。また、ある臨時職員に対してAはＬ氏の本について「こんな本ばかり書いてねぇ。」などと言われたことを記憶していた。ある主任主事はAから「Ｋ，Ｒの本が偏っているので抜こうと思っている。」と説明されていた。勤務年数の長いAの意見は、本の除籍の判断の場でもその意見が尊重されており、事実上除籍の判断を任されていた。

## 蔵書の廃棄
Aは、2001年（平成13年）8月10日から8月26日にかけて、「新しい歴史教科書をつくる会」メンバーやこれに賛同する者（井沢元彦、西部邁、渡部昇一ら）等の著書を司書という職権を使って手元に集めさせ、内容を吟味したうえで107冊を選んだ。これらが上記の除籍基準に該当しないことを知りながらコンピューターの蔵書リストから除籍処理をした。Aは、本を集める作業には事情が良くわからない臨時職員を選び、書籍リストを書いた紙を手渡して書架から集めてくるように指示した。Aは船橋市西図書館のみならず、船橋市内の他の市営図書館の閉架書庫からさえも目的とする本を大量に集めさせた。除籍作業は密に行われた訳ではなく、実際にAが除籍作業をしている姿を複数の職が目撃しており、集められた「新しい歴史教科書をつくる会」メンバーの本のバーコードが黒く塗りつぶされたり、付箋が貼られていたとされる。当時Aは「（右の本を減らすだけでなく）こっち（左）の本も多くしなくちゃいけないね。」と他の職員に語っていた。除籍・廃棄された本は、単純に筆者名だけで判断されたのではなく、Aが1冊ずつ内容を確認して破棄する本と残す本を分別したとされる。廃棄された本の中には、購入から5か月しか経過していない本もあった。

## 廃棄の露見と市の調査
このAの所業は、翌2002年（平成14年）4月12日付けの産経新聞1面にて報道され露見することになる。最初の報道は船橋市西図書館に収蔵されていた「つくる会」会員の著書102冊のうち68冊が廃棄処分されていたことが発端であり、その後廃棄された本が他にもあることが解明されていった。
第一報では著者Bの収蔵本44冊中43冊、著者Cの収蔵本58冊中25冊の廃棄処分を報じるものであった。図書館側と市教育委員会はただちに記者会見を開催したものの、廃棄処分は『規定に沿った適正なものである』と報告した。しかし、市の規約に照らし合わせて不審な点があるのは明らかであった。続いて市側は、『本の処分は夏休みの忙しい中での事故である』、『受付カウンターが忙しくて込み合っていて、間違って廃棄処分してしまった』という主張に変化した。市の調査とは別に、日本図書館協会および図書館問題研究会も個別に調査を始めると、今度は市側は『「つくる会」会員の著書を意図的に廃棄処分したのは事実だが、その理由は判らない』という玉虫色の報告に転じた。船橋市教育委員会の調査は、2002年4月13日から23日にかけて実施され、臨時職員や退職済みの職員も含めて合計22人の事情聴取が行われた。

## その他の問題行為
- Aが執筆した童話絵本を、船橋市立図書館が35冊も購入し所蔵していたことが明らかになっている[22]。これはベストセラーである『世界の中心で愛を叫ぶ』（23冊）や『負け犬の遠吠え』（16冊）よりも多かった[注釈 2]。またAが翻訳した本も32冊が所蔵されていた[注釈 3][注釈 4]。

- この事件の調査中にも、服部公一著作の「作曲入門」という本が寄贈された当日に除籍されたり[注釈 5]、女性に人気がある『刺繍の入門実用書』が購入の1週間後に除籍されるなど、不審な処置が次々と明るみにされた[23]。図書館長は『刺繍の入門実用書』については、掲載されている刺繍のデザインの1つにヌードをイメージしたものがあり担当者[注釈 6]が気にくわなかったのだろうと述べた[23]。

## Aの証言
Aは上記の船橋市教育委員会による事情聴取に対して、当初は関与を否定するとともに「何で右の本が多いのか。左からの反対の声も上がるのではないか。したがって選書のあり方も問題だろう。」などと供述していた。しかし他の職員の証言との矛盾点を指摘されると最終的には、2001年（平成13年）8月10日、14日、15日、16日、25日および26日の6日間に、西部邁の著書36冊、渡部昇一の著書22冊、西尾幹二の著書9冊、福田和也の著書11冊などの合計107冊の図書を除籍したことを認めた。
同聞き取り調査で、Aは特定の著者の図書を一時期に大量に廃棄するに至った経緯について、次のように述べた。
Aは同聞き取り調査で、臨時職員らに命じて「つくる会」のメンバーの本を集めさせたことは認めたが、個人的な思想を背景として図書を廃棄したことを否定した。ではなぜ廃棄をしたかについては理由は説明できないと述べた。また市側も数々の証言がありながら、廃棄の原因や意図についてはAの独断としつつも『動機は不明』として最後まで踏み込んだ判断をしなかった。

## 市の処罰と弁済
2002年5月にAを6か月間減給10分の1、図書館長を3か月減給10分の1とする懲戒処分が実施された。また他に職員3人も処分の対象とされた。これら処分は、船橋市職員懲戒審査会の答申を尊重した上で、教育委員会議で決定された。廃棄された図書のうち103冊は、Aと船橋市教育委員会生涯学習部の職員の合計5人による寄付という形で弁償された。ただし廃棄された図書のうち4冊は入手困難であったために弁償されず、同じ著者の別の書籍を寄付することで代替された。

## 裁判
2002年（平成14年）8月13日、「新しい歴史教科書をつくる会」とその幹部の西尾幹二、藤岡信勝、坂本多加雄、高橋史朗および井沢元彦、岡崎久彦、谷沢永一、長谷川慶太郎の8人により、表現の自由を侵害されたとして東京地裁に提訴した。原告は執筆者としての人格的利益等を侵害されて精神的苦痛を受けたとして、Aに対して民法715条に基づき慰謝料の請求を求め、船橋市に対しても国家賠償法1条1項に基づいて慰謝料の支払を求めた。慰謝料の根拠としては、原告側は公的図書館では「公正な閲覧に供せられる利益を不当に奪われない権利や、適正・公正に閲覧に供せられ保管・管理される権利や，書籍を恣意的に廃棄されず、図書館利用者への思想・表現等の伝達を妨害されない権利などがある」と主張した。請求した慰謝料の総額は2400万円であった。
船橋市は「著者に対して市は直接的な権利侵害は存在しない」と反論した。また原告らは船橋市に対してAを刑事告訴するようにたびたび求めていたが、船橋市は応じなかった。

### 地裁判決
2003年（平成15年）9月9日東京地裁判決。Aは「詳細は覚えていないが個人の思想や信念によって意図的に蔵書を破棄したのではない」と主張したが、東京地方裁判所は「本件除籍等は、原告の「つくる会」らを嫌悪していた被告が単独で行ったものと認めるのが相当」であり、「周到な準備をした上で計画的に実行された行為である」と判断しAの証言を退けた。Aは原告らが証拠として提出した船橋市教育委員会の調査報告書についても、本来非公開の報告書であり原告側は違法な手段で入手したと考えられるので証拠として採用すべきではないと訴えたが、これについても証拠資料から市の調査報告書を排除する理由にはならず、船橋市側も調査報告書の内容を否定したり争っていないとして退けた。またAによる廃棄行為は公務員として当然に有すべき中立公正や不偏不党の精神が欠如しており違法であると認定した。ただし、その違法性はあくまで図書館を運営する船橋市とAとの関係おいて違法なのであり、原告らの著者は無関係であるとし、また船橋市も組織的に著書の廃棄に関与した訳ではないので、原告らに対してその責任を負わないとした。またAが原告らをどう思っているかは別としても、このたびの事件によって原告らの社会的評価が低下したという事実もないとした。原告らが求めた「著者の権利」についても、図書館が購入した書籍を市民の閲覧に供しなければならないという筆者に対しての法的義務はなく、除籍された書物が船橋市の所有物である以上、どのように管理するかは図書館側の裁量範囲であるとした。原告らは日本図書館協会が定めるガイドライン「図書館の自由の宣言」に反すると主張したが、地裁は「図書館の自由の宣言」は法的な文書ではないとして図書館がその束縛を受けるものではないという判断を示した。以上より、原告らが求めた船橋市および司書への慰謝料請求について地裁は棄却する判断を下した。原告は控訴した。

### 高等裁判所棄却
2004年（平成16年）3月3日、東京高等裁判所は1審の地裁判決を支持して控訴を棄却した。原告団は最高裁へ上告した。ただしA個人に対する慰謝料請求については最高裁は上告を受理しなかったので、Aへの直接の慰謝料請求は原告敗訴で確定し、残る船橋市への慰謝料請求について継続審議された。

### 最高裁による差戻
2005年（平成17年）7月14日、最高裁第一小法廷は、「公立図書館の図書館職員である公務員が、図書の廃棄について、基本的な職務上の義務に反し、著作者又は著作物に対する独断的な評価や個人的な好みによって不公正な取扱いをしたときは、当該図書の著作者の人格的利益を侵害するものとして国家賠償法上違法となる。」として、船橋市に対する原告の請求を認め控訴審判決を破棄して東京高裁に差し戻した。一方で、原告らが求めていた『著書が保護される著者の権利』については判断しなかった。また前述のようにA個人についての審理は行われなかった。

### 差戻の高裁判決
2005年11月24日の差戻し高裁判決は原告の国家賠償請求を認めたが、廃棄されたのとほぼ同じ本が既に図書館に弁済されて収納されているなどとして、賠償金は原告1人あたり3000円の合計2万4000円とした。船橋市はただち慰謝料を原告団に納付した。原告は賠償額が低すぎるとして再度最高裁に上告した。

### 最高裁棄却
2006年4月7日、最高裁は原告の上告を棄却。2005年11月24日の差戻し高裁判決が確定した。

## 事件と裁判の反応

### 新しい歴史教科書をつくる会の反応
新しい歴史教科書をつくる会の名誉会長だった西尾幹二は、最高裁の判断は図書館史上画期的な判断であるとし、同様の言論封圧が今後も起きると心配していたが最高裁が良識を示したと述べた。

### 日本図書館協会の反応
2002年6月5日、日本図書館協会は事件の概要が明らかになった時点で、「自由宣言の思想に反する行為である」として船橋市図書館に再発防止・信頼回復措置を求める声明を発表した。また最高裁による差戻判断の後の2005年（平成17年）8月4日には、最高裁の差戻判断は、原告団や社会全体からのAと図書館に対する厳しい批判を代弁するものであり、今回の事件で図書館への国民の期待と信頼を傷つけた責任を受け止め、「倫理綱領」を徹底することを明らかにした。

### 図書館問題研究会の反応
図書館問題研究会は、所謂「自由主義史観」の著者の著書が選択的に廃棄された事件であるとし、都道府県立図書館や国立図書館、大学や学校の図書館など特殊な存在理由による蔵書編成なら廃棄についての考え方が異なる可能性があるが、公共図書館における図書の廃棄については大半が自治体の予算によって収蔵されており言わば住民の財産とも言える存在であるので安易に廃棄することは容認すべきでないとした。蔵書の廃棄にあたっては、地域住民に対して客観的に説明しうる形で実行されることが求められるという見解を示した。そのうえで、今回の事件は、「図書館の自由の宣言」のガイドラインに明らかに抵触しており、司書や図書館全体に対する信頼失墜行為であると糾弾した。またAについては、司書という専門家としての事件の説明責務も指摘し、図書館とは司書の推薦書を住民に提供する場ではないと説いた。また事件の場となった図書館は、専門資格をもつ職員の比率が極めて低く、図書館長も廃棄書物のチェックをしていなかった責任を指摘し、図書館長にも司書資格をもった人材を充てるように推奨した。

### 西部邁の反応
本事件で著書を廃棄された筆者の1人である西部邁は裁判の原告団には加わらなかったが、著書でたびたび事件について言及している。この事件を焚書であるとしつつも、当初は「気にしない」というスタイルを貫いていた。
2009年（平成17年）、西部は『焚書坑儒のすすめ』というタイトルの著書を公表した。また2013年には、坑儒されても全く気にしないとコメントしていたのは本音ではなく虚勢だったことを吐露している。

### 井沢元彦の反応
本事件で著書を廃棄された筆者の1人である井沢元彦は、「朝日新聞読者だけが知らされない船橋市西図書館『焚書事件』の犯人像」という記事をSAPIOに掲載し、特定のマスコミが事件を公平に報道していないと苦言を呈した。

### その他
- 雑誌『ず・ぼん』2005年11月号は「船橋西図書館の蔵書廃棄事件を考える」という特集を組んだ[8][30]。
- 当時内閣官房長官だった安倍晋三は、小泉内閣のメールマガジン 第46号(2002年<平成14年>5月16日付)にて、中国では儒学者を生き埋めにして本を焼くという焚書坑儒があったが、何と現代の日本の図書館で焚書が行われた。関係者の反省を求める」という内容の編集後記を掲載して配信した[31]。
- 市内では「ストップ！税金のムダ使い 市民ネットワーク」など市民による抗議集会が開催された[32]。

## その後の出来事

### 事件後のA
Aは事件発覚後転属となり、教育委員会に配属された。2002年（平成14年）、Aは、事件後初の発刊として「ぬい針だんなとまち針おくさん」の韓国語版を発売した。また2004年（平成16年）の児童向け雑誌「おおきなポケット : 10のはこ 2004年5月号」に著者の1人として名を連ねた。2005年（平成17年）には、JBBY（社団法人日本国際児童図書評議会）で理事に就任している（任期：2005年5月 - 2007年5月）。2008年（平成20年）、Aは事件後初となる新規執筆書籍として、絵本『ててちゃん』（福音館書店）を公表して絵本作家としての活動を再開したが、ネット書店等の評価欄には本事件に関する賛否両論のコメントが並んだ。その後の執筆は確認できない。

### 船橋市の賠償金請求
2006年（平成18年）8月9日、船橋市は国家賠償法第1条2項に基づき、Aに対して市が負担した賠償金全額の2万4000円の請求を行い、即日納付されたと発表した(納付日は7月26日）。

### Aに対する日本図書館協会の釈明要求
日本図書館協会は、2006年（平成14年）10月27日高裁での差戻裁判での判決確定を受けて、会員であったAに対して説明と釈明をするように求めたが、2006年11月2日にAより日本図書館協会を退会する申し出があったのみであった。日本図書館協会は退会の申し出を保留として、改めてAに対して判決で事実認定された下記4点について「誠意を持って協会に説明するよう」に要望した。
2007年（平成15年）2月6日に、Aの代理人の弁護士2名の連署で上記文書に対する回答書が日図協理事長へ配達された。Aは裁判所での事実認定について否定するとともに、自身の権利と利益が侵害される恐れがあるとしてこの回答書を一般公開しないように求めた。

### 図書館運用規定の改善
事件の反省を踏まえて、船橋市では蔵書の除籍に関しての規約と運用を改めた。除籍は複数人で判断するようにされ、図書館長の決裁を受けてから廃棄を決定されるようになった。また廃棄はただちに実行されず、その後共同書庫に一時保管され他の図書館長との合同会議での承認を得てから廃棄されるようになった。

## 消極的だった新聞報道
本事件は2002年（平成14年）4月12日の産経新聞で第一報で広く知られるようになったが、本来報道機関が最も敏感に反応するべき『自由と言論の抑圧、規制』に関する事件であるにもかかわらず、産経新聞以外の新聞の社会欄には殆ど取り扱われなかった。産経新聞以外がこの事件を取り扱い始めたのは、最高裁が差戻審議を命じた2005年7月14日以降になってからであった。

### 朝日新聞の反応
朝日新聞は2005年（平成17年）7月15日に「蔵書廃棄 自由の番人でいる重さ」という社説を掲載。朝日新聞は過去の社説で「つくる会」の教科書について「近現代史を日本に都合よく見ようとする歴史観で貫かれ、教室で使うにはふさわしくない」と主張してきたが、「だからといって『つくる会』や賛同する人たちへの反感から、独断でこれらの本を処分することは著者の思想や表現の自由の権利を侵害する行為である」と非難した。また「多彩な本の存在を守り、一人ひとりの内面の自由を守ることが、図書館の自由を維持することに繋がる」とし、「司書は古代中国の書に「書籍をつかさどる職」として描かれるような歴史ある仕事であり、知性と自由の番人であるという自覚を持ってほしい」と述べ、司書の心構えを説くに留まり、問題の核心に言及することを避けつつ、「つくる会」の教科書については従来通りの批判的内容でコメントした。また7月18日には、Aの行為は重大な違反であるが、長く子供の良書に尽力した彼女だからこそなされた事件であり、表現や思想の自由と「新しい歴史教科書」が問題視される中でこのジレンマは看過されるべきではないという記事を掲載している。

### 産経新聞の反応
産経新聞はこれまでの「新しい歴史教科書を作る会」との関わりより、この事件では被害者的（原告側）という側面もあった。第一報に続いて産経新聞は2002年4月15日には社説（産経新聞では「主張」と呼ぶ）を掲載、2002年4月16日には『船橋市西図書館大量廃棄 全リスト判明』として、その一覧表を掲載した。判決確定後の2005年（平成17年）7月15日の社説では、「多様な言論を支える判決だ」として裁判での判断を評価した。またAについては著者に対する権利侵害のみならず、読者に対しても読む機会を奪う行為であり、それをチェックできなかった図書館の上司や船橋市の責任は計り知れないと手厳しく指摘している。また朝日新聞とは逆に、「新しい歴史教科書を作る会」は日本の将来を担う子供たちにバランスの取れた歴史を学んでもらうための集団であり、それまでの歴史教科書が中国や韓国に過剰に配慮しすぎるあまりに、日本の歴史を歪めて伝えてしまっているというコメントを追加した。

### 読売新聞の反応
読売新聞は、2005年（平成17年）7月16日に『民主主義の基本原理が守られた』という記事を掲載し、裁判での画期的判断を歓迎する一方で、Aの行為については暴力的な威圧、組織的な圧力であるとして糾弾し、朝日新聞とは対照的にA=図書館側の不正行為を厳しく非難している。